# Buday Géza
Buday Géza, Buday Géza Dezső (Ófehértó, 1882. augusztus 20. – Makó, 1956. március 25.) magyar író, tanár.

## Életpályája
Ófehértón született, Buday Gyula és Szukup Mária fiaként. Középiskoláit Nyíregyházán végezte, egyetemre Budapesten járt. A fővárosban rövid ideig tanárként dolgozott, majd 1907-ben áthelyezték Makóra, ahol a református polgári fiúiskola tanulmányi igazgatója lett. Két épület története címmel megírta az intézmény történetét. 1911-ben Makón házasságot kötött Deák Erzsébettel. Tárcáit a Hazánk és az Ország című folyóiratok közölték. A Diáklexikon szerkesztője, több ifjúsági regény és színdarab szerzője. 1936-tól tankerületi főigazgató-helyettesként tevékenykedett. Nyugdíjazása után az 1944-ben megalakított Közigazgatási Bizottság elnökévé választották. 1956-ban hunyt el Makón agyvérzésben, a belvárosi református temetőben nyugszik.

## Művei
- A Bay fiúk (ifjúsági regény, 1927)
- A lord (ifjúsági regény, 1928)
- Ábel (regény, 1930)[2]
- Csitri (regény, 1930)[3]
- A szökött diákok (színdarab)
- Két épület története (helytörténeti tanulmány)
- Krasznabecsi háború (cserkészregény)[4]